# Enalcyonium olssoni
Enalcyonium olssoni är en kräftdjursart som först beskrevs av De Zulueta 1908.  Enalcyonium olssoni ingår i släktet Enalcyonium, och familjen Lamippidae. Arten är reproducerande i Sverige.